# Paweł Loroch
Paweł Jerzy Loroch (ur. 5 marca 1979 w Warszawie) – polski dziennikarz, publicysta, krytyk i juror kulinarny, kucharz telewizyjny, autor książek i gier planszowych, konferansjer. Ukończył klasę o profilu lingwistycznym w XXXV Liceum Ogólnokształcącym im. B. Prusa w Warszawie. Studiował dziennikarstwo na Uniwersytecie Warszawskim.
Od 2005 do 2009 współtworzył stację radiową Antyradio, pełniąc funkcję dyrektora promocji i będąc odpowiedzialnym za oprawę i wizerunek stacji. W 2006 zrealizował cykl koncertów gwiazd rocka „Dekarock” na dachu dworca kolejowego Warszawa Śródmieście. Na antenie Antyradia poprowadził od 2005 prawie 1500 audycji o sztuce kulinarnej. Jako kucharz telewizyjny w ciągu 7 lat współpracy z programem „Pytanie na Śniadanie” w TVP2 zaprezentował ponad tysiąc różnych potraw.
Autor felietonów, rysunków i zdjęć do książek, publikacji prasowych i internetu. Wielokrotnie gościł jako ekspert kulinarny w TVP Info, Dzień Dobry TVN, Polsat News i Kuchnia+. W 2019 został uhonorowany w Alei Gwiazd Sztuki Kulinarnej w Ostrzeszowie, odsłaniając tablicę pamiątkową z nr 21.
W 1992 przeszedł ziarnicę złośliwą. Przez kilkanaście lat po chorobie związany był z Fundacją Pomocy Dzieciom z Chorobą Nowotworową. W 1996 opowiedział o swojej chorobie w programie Mariusza Szczygła „Na każdy temat”. W 1998 reprezentował Polskę na IAVE World Volunteer Conference w kanadyjskim Edmonton. W 2003 stworzył serię pocztówek dla wydawnictwa Ilustris na podstawie własnych rysunków satyrycznych.

## Radio
W latach 2005–2013 prowadził weekendową audycję kulinarną „Gastrofaza” w Antyradiu.
W latach 2014–2016 stworzył JemRadio - pierwsze polskie kulinarne radio internetowe z autorską ofertą programową.
W 2015 prowadził audycję „Szef Kuchni” w Radiu PiN.
W marcu 2018 wrócił do Antyradia z audycją „Gastrofaza” (w soboty i niedziele od 10:00 do 13:00).
Od września 2019 jest gospodarzem audycji „Przepisdnia” w Antyradiu (od poniedziałku do piątku od 6:00 do 7:00), oraz cyklu „Coś do jedzenia” w Meloradiu (codziennie o 7:50).
Od kwietnia 2020 pełni funkcję brand managera stacji Chillizet.

## Telewizja
1995-1998: 5-10-15 (TVP1) – prowadzący
1998-2000: Lato z TMT (Telewizja TMT) - prowadzący
2001-2002: M2 – talk show W. Manna i K. Materny (TV Puls) – dokumentalista, felietonista
2006-2007: Czułe Dranie (TV4) - prowadzący
2007-2013: Pytanie na Śniadanie (TVP2) – gospodarz kuchni, felietonista, prowadzący
2010: Ugotowani. Bitwa na noże i widelce (Kuchnia+) – prowadzący
2012: Kawa czy Herbata (TVP1) – gospodarz kuchni
2012: Jadało się (Kuchnia+) – seria historyczno-kulinarna – prowadzący
2012-2013: Kuchnia+ - oprawa lektorska stacji
2013: Raz lepiej, raz gorzej (TTV) – talk show – prowadzący
2014: Łubu Dubu (Comedy Central) – serial komediowy – autor scenariusza, aktor
2017-2018: Słoneczna Stacja (Polsat) - gospodarz kuchni plażowej
2017, 2019, 2020: Nasz Nowy Dom (Polsat) - gość specjalny

## Książki
2008: „Ugryźć Świat” (gościnnie) Edipresse
2009: „Polska w obiektywie National Geographic” (gościnnie), wydawnictwo Edipresse
2010: „Atlas Kanapek Świata National Geographic” (z Adrianną Ewą Stawską), wydawnictwo Edipresse
2011: „Warszawa w obiektywie National Geographic”, wydawnictwo Edipresse
2012: „Makaron. Życie i twórczość” (kampania promocyjna polskich zbóż)
2013: „Błyskawiczny przewodnik po Warszawie” (autor zdjęć), wydawnictwo Edipresse
2014: „Dania na piątki”, wydawnictwo Olesiejuk
2015: „Kuchnia portugalska”, wydawnictwo Olesiejuk
2016: „Chef. Historia Michela Morana”, wydawnictwo Edipresse

## Gry planszowe i karciane
2015: „Gierki Małżeńskie”, „Kariera polityczna”, „Korporacja”, wydawnictwo MDR
2016: „Kuchnia i seks. Flirt towarzyski” z Hanną Bakułą, wydawnictwo Edipresse
2016: Seria gier planszowych ilustrowanych rysunkami Andrzeja Mleczki: „Kalambury”, „Wiem wszystko”, „Między słowami”, „Znamy się”, wydawnictwo MDR
2017: „Filharmonia” dla Filharmonii im. Mieczysława Karłowicza w Szczecinie

## Festiwale
2010-2014: „Kuchnia+ Food Film Fest” - prezenter festiwalu filmów kulinarnych
2010: „Niewinni Czarodzieje” (Muzeum Powstania Warszawskiego) - prezenter warsztatów kulinarnych
2011: „Transatlantyk” - prezenter sekcji kina kulinarnego w Poznaniu
2013: „Street Food Festival” - prezenter festiwalu kulinarnego Tomasza Jakubiaka
2017-2019 „Festiwal Roślinożercy” - prezenter festiwalu podczas Skierniewickiego Święta Kwiatów, Owoców i Warzyw

## Wystawy fotograficzne
2009: Trzaskprask – Kalambur Art Cafe, Wrocław
2010: Warsaw City Reality - Alternatywa Cafe, Warszawa
2011: Warszawskie Uniesienia – Muzeum Powstania Warszawskiego - Fotoplastikon Warszawski